# Roberto De Vicenzo

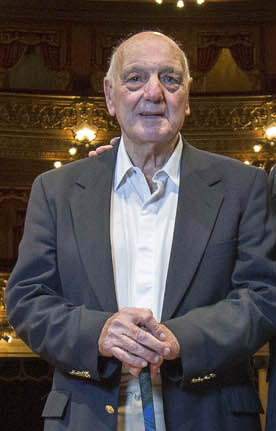
Roberto De Vicenzo

Roberto De Vicenzo (Villa Ballester, Buenos Aires, 14 april 1923 – Ranelagh, 1 juni 2017) was een Argentijnse golfprofessional.
De Vicenzo is in 1938 professional geworden. Hij heeft 10 maal in de top-10 van het Britse Open gestaan en het in 1967 gewonnen. Bij de Masters heeft hij vier top-10 plaatsen behaald.

## "What a stupid I am"
Een simpele uitspraak van De Vicenzo over een beroerd moment.

In 1968 speelde hij de Masters. Tijdens de laatste ronde noteerde zijn medespeler Tommy Aaron voor de 17de hole voor De Vicenzo een par, hoewel deze een birdie maakte. Na de wedstrijd tekende De Vicenzo de kaart zonder deze fout te zien. Hierdoor miste hij de 18-holes play-off tegen Bob Goalby.
In 1970 kreeg hij de Bob Jones Award, het hoogste onderscheiding van de United States Golf Association voor golfers.
In 1989 werd hij opgenomen in de World Golf Hall of Fame. Op 12 november 2006 stopte hij met golf, hij is dan 83.

## Overwinningen

#### Argentinië
De Vicenzo heeft in zijn eigen land 131 overwinningen behaald, onder andere:
- PGA Kampioenschap: 1944, 1945, 1947, 1948, 1949, 1951, 1960, 1964, 1965, 1966, 1969, 1971, 1972, 1974, 1977 en 1985.
- Argentijns Open: 1944, 1949, 1951, 1952, 1958, 1965, 1967 en 1970.
- North Open: 1962, 1973, 1974, 1983
- South Open: 1946, 1947, 1962, 1967, 1971, 1973
- Center Open: 1943, 1962, 1965, 1967, 1972, 1973, 1974

#### US PGA Tour
- 1951: Palm Beach Round Robin, Inverness Invitational Four-Ball (with Henry Ransom)
- 1957: Colonial National Invitation, All American Open
- 1966: Dallas Open Invitational
- 1967: Brits Open
- 1968: Houston Champions International

Verder won hij onder andere:
- 1946: Chili Open
- 1950: Frans Open, Dutch Open (op Toxandria), Belgisch Open
- 1951: Mexicaans Open
- 1952: Panama Open
- 1953: Mexicaans Open, Panama Open
- 1955: Mexicaans Open
- 1956: Jamaican Open
- 1957: Jamaican open
- 1960: Open de France
- 1961: Chili Open, Colombia Open
- 1964: Open de France, German Open
- 1966: Spaans Open
- 1971: Panama Open
- 1972: Venezuela Open
- 1973: Panama Open, Venezuela Open
- 1974: Panama Open
- 1985: Argentijns PGA Kampioenschap

#### Teams
- 1953: Met Antonio Cerdá wint hij in 1953 de eerste editie van de Canada Cup.
- 1962: Canada Cup (individueel)
- 1970: World Cup (individueel)

## Overwinningen bij de Seniors
Vanaf 1973 speelt hij ook op de US Seniors Tour, waar hij meerdere overwinningen boekt:
- 1974: PGA Seniors' Championship
- 1980: US Senior Open
- 1984: Merrill Lynch/Golf Digest Commemorative Pro-Am

Verder won hij onder andere:
- 1979: Liberty Mutual Legends of Golf (met Julius Boros)
- 1983: Liberty Mutual Legends of Golf (met Rod Funseth)
- 1988: Liberty Mutual Legends of Golf - Legendary Division (met Charlie Sifford)
- 1989: Liberty Mutual Legends of Golf - Legendary Division (met Charlie Sifford)
- 1991: Liberty Mutual Legends of Golf - Legendary Division (met Charlie Sifford)

## Roberto De Vicenzo Classic
Op de Argentijnse TPG Tour wordt ieder jaar de Roberto De Vicenzo Classic gespeeld. 
Winnaars:
- 2007: Miguel Guzman
- 2008: Paulo Javier Pinto
- 2009: Fabian Gomez
- 2010: 22-28 november